# Arreba
Arreba es una localidad burgalesa de la comarca de Las Merindades, en España. Pertenece al ayuntamiento de Valle de Manzanedo y es una entidad local menor del partido de Villarcayo.

## Geografía

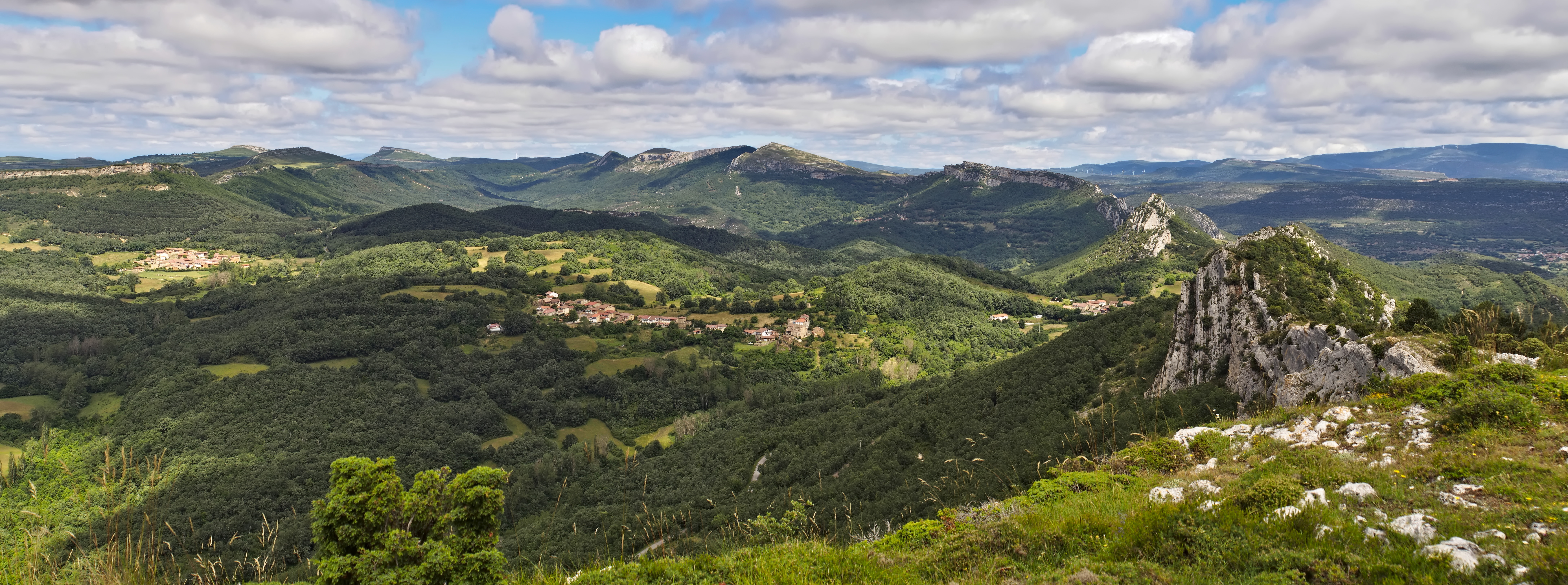
Arreba, en el centro de la imagen, en el vallejo cerrado por la sierra de Munilla que la separa del valle de Manzanedo, situado a la derecha de la fotografía. También a la derecha se encuentra el barrio del Castillo, junto al paso homónimo que cruza la sierra y que pertenece a la localidad.

Situado en el norte de la provincia de Burgos lindando con el Alfoz de Bricia, Los Altos, los valles de Zamanzas, Manzanedo, y de Valdebezana y las Merindades de Castilla la Vieja y de Valdeporres, ocho kilómetros al oeste de la capital del municipio Manzanedo, veinticuatro de Villarcayo, cabeza de partido, y setenta y siete de Burgos. Situado sobre el arroyo de la Quintana, afluente del Ebro.

### Comunicaciones
Atraviesa la localidad la carretera local BU-V-5741 que comunica Incinillas con Soncillo, localidades situadas en la   N-232 . A 6 km al oeste circula las línea de autobuses Burgos-Arija y Burgos-Santander.

## Situación administrativa
En las elecciones locales de 2011 correspondientes a esta entidad local menor fue elegida alcaldesa María del Carmen Saiz Fernández del (PSOE)).

## Demografía
En el censo de 1950 contaba con 175 habitantes, reducidos a 11 en 2014.

## Historia
A principios del siglo XI, este lugar era castellano, pero bien recibidas como dote por Sancho el Mayor y heredadas después por su hijo García Sánchez III de Pamplona, o bien como recompensa recibida por este del conde de Castilla Fernando Sánchez por su ayuda en la batalla de Tamarón que enfrentó al conde castellano con el rey leonés Bermudo III, estas tierras quedaron a mediados del siglo XI bajo la influencia navarra. Sin embargo, tras la batalla de Atapuerca, el valle de Manzanedo volvió definitivamente a la soberanía castellana. Pudiera este solar ser el origen de la poderosísima casa de Lara, encarnado en el conde Munio González, hermano del magnate castellano Salvador González.
El citado Salvador era tenente de La Bureba y de Arreba, al servicio del rey García en 1040, y siguió ejerciendo su dominio, que pasó a su sucesor, tras la recuperación castellana subsiguiente a Atapuerca, aunque ahora como vasallo de Fernando I de León.
Del siglo XI perduran las ruinas de un pequeño castillo o bastión que controlaba la vía que comunica la ribera del Ebro con Santander por el valle de Manzanedo, en lo alto de un collado que parte la Peña de la Nava.
Lugar perteneciente a la Hoz de Arreba, perteneciente al Bastón de Laredo, jurisdicción de señorío ejercida por el marqués de Cilleruelo y por el duque de Frías, quienes nombraba su regidor pedáneo.
A la caída del Antiguo Régimen queda agregado al ayuntamiento constitucional de Hoz de Arreba , en el partido de Sedano perteneciente a la región de Castilla la Vieja, para posteriormente integrarse en su actual ayuntamiento.

### Topónimo

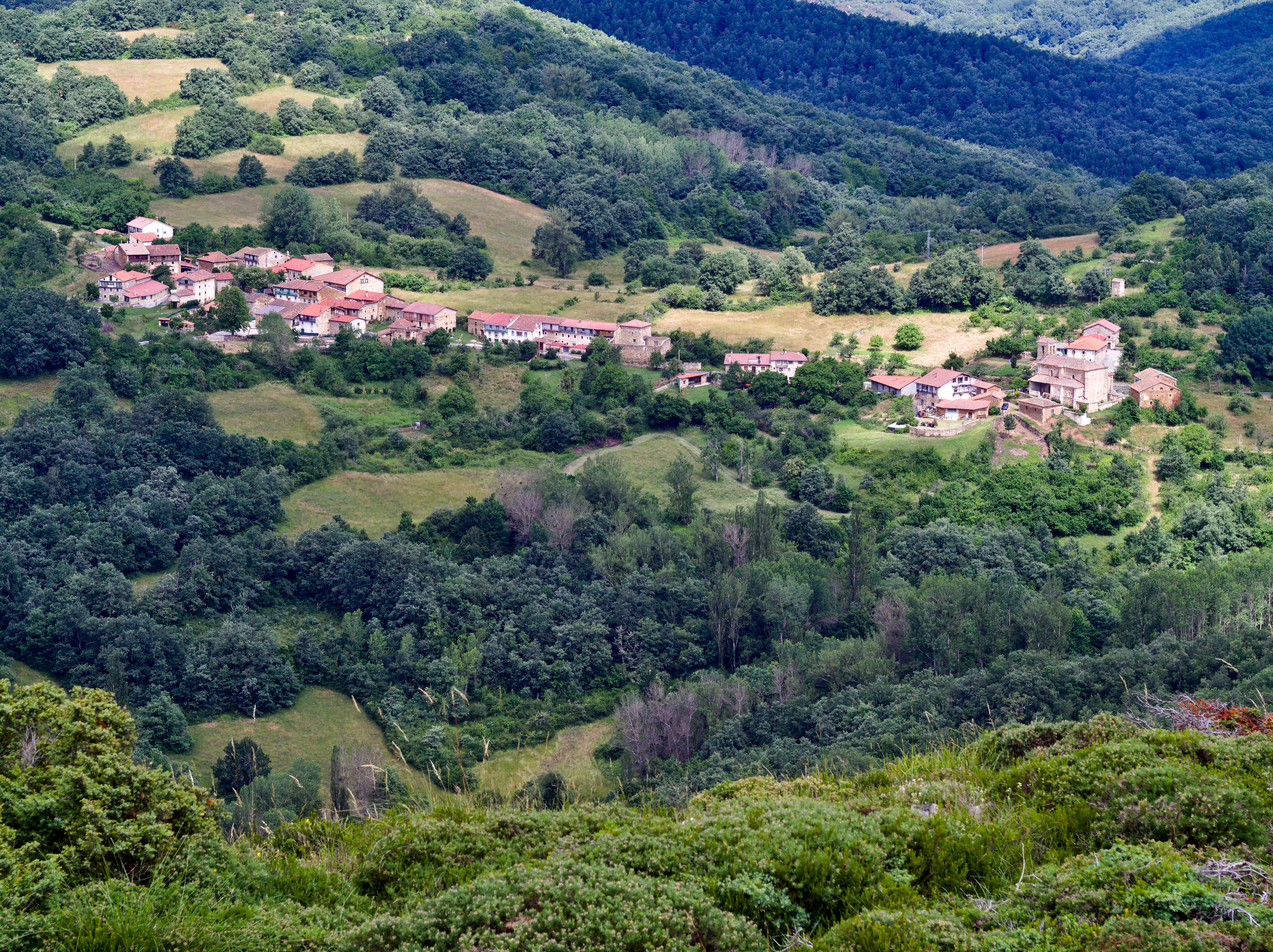
Arreba vista desde el este, desde la sierra de Albuera.

No consta ningún estudio etimológico de consideración del topónimo Arreba. Pudiera ser una voz de origen vascuence (este territorio fue objeto de disputa entre castellanos y navarros), aunque el significado en esta lengua (hermana respecto a un hermano) no parece tener sentido. Otra posibilidad es la del origen latino, ya que desde la Baja Edad Media se ha registrado el topónimo Arrepa, Arreva, Repa o Ripa —del latín ripa, ribera— para esta zona.
En el Becerro de la Behetrías aparece este topónimo como «Reba» (quintana de Reba, p. 193, Momiella de Reba, p. 226), «Areba» (Población de Areba, p. 213), «Riba» (Vallejo de Riba, p. 223), o «Roba» (Población de Roba, p. 193). Es este último, precisamente el nombre con el que se cita a la actual Arreba. Las primeras menciones a esta población, o al alfoz homónimo en el que se encontraba, las encontramos en los cartularios de San Millán, Rioseco y Nájera, con los nombres de Ripa (San Millán, siglo X, probable falsificación), Arrepa (Nájera), Arrebis (Rioseco), y Arrepan (catedral de Burgos). Hasta el siglo XIV no se documenta el nombre Arreba, con la grafía actual.

## Fiestas y costumbres
El 24 de junio, festividad de San Juan Bautista celebra sus fiestas patronales. El 5 de agosto, festividad de Nuestra Señora de las Nieves celebra la fiesta del Valle, con carácter itinerante. Data de 1995 y organizan un concurso de tradiciones populares propias del valle.